# Iris regis-uzziae
Iris regis-uzziae är en irisväxtart som beskrevs av Naomi Feinbrun. Iris regis-uzziae ingår i släktet irisar, och familjen irisväxter. Inga underarter finns listade i Catalogue of Life.

## Bildgalleri

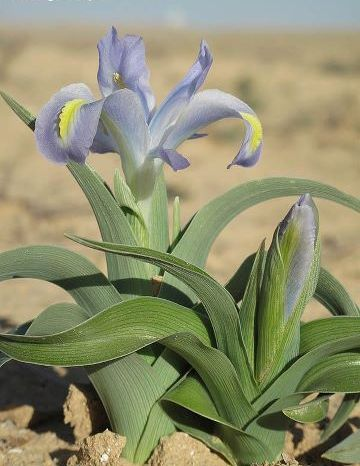